# Ondrej Ďumbala
Mjr. Ondrej Ďumbala (25. listopadu 1912 Hybe – úředně prohlášen 28. března 1945 Koncentrační tábor Mauthausen?) byl slovenský vojenský pilot a velitel, účastník Slovenského národního povstání a oběť nacismu.

## Život

### Před druhou světovou válkou
Ondrej Ďumbala se narodil 25. listopadu 1912 v Hybe na Liptově v rodině Ondreje Ďumbaly a Zuzany rozené Pastuchové. Mezi lety 1932 a 1933 vystudoval vyšší průmyslovou strojnickou školu v Košicích. V roce 1934 vstoupil do Československé armády a ještě téhož roku ukončil školu pro důstojníky v záloze v Košicích, v roce 1936 pak Vojenskou akademii v Hranicích. V březnu 1939 a tedy těsně před rozbitím Československa získal kvalifikaci stíhacího pilota.

### Druhá světová válka
Po vzniku Slovenského štátu pokračoval Ondrej Ďumbala ve službě v letectvu Slovenské armády. Stal se velitelem letky v Piešťanech, kde sloužil již předtím. Během tzv. Malé války s Maďarskem byl lehce raněn. Po vypuknutí druhé světové války se zúčastnil slovenského tažení do Polska. V prvním čtvrtletí roku 1940 se zdokonaloval na německé letecké stíhací škole v rakouském Klagenfurtu, následoval výcvik na strojích Messerschmitt Bf 109 na dánském letišti Karup. V roce 1943 absolvoval turnus na východní frontě, kde mu byl zapsán jeden sestřel. Následně sloužil na několika velitelských funkcích, od 18. listopadu 1943 pak jako velitel letiště Piešťany. Postupně se cvičil na dalších typech letadel (Caudron C.440, Focke-Wulf Fw 189 a Junkers Ju 52 atd.). Podílel se na přebírání a zalétávání různých typů letadel. Od 1. ledna 1944 byl ustanoven dočasným velitelem letecké školy v Banské Bystrici.

#### Slovenské národní povstání
Ondrej Ďumbala se zúčastnil příprav Slovenského národního povstání, po jeho vypuknutí byl ustanoven zástupcem velitele Velitelství leteckých zbraní československé armády na Slovensku a velitelem letecké skupiny. Mj. koordinoval přílety sovětských letadel s pomocí na letišti Tri duby. Po porážce povstání se přesunul do hor, kde již předem nechal vybudovat potřebné zázemí. Zdravotními důvody byl donucen v zimě 1944/1945 hory opustit a skrývat se v Liptovském Mikuláši. I zde se přes zdravotní problémy snažil spolupracovat s dalšími odbojáři a partyzány. Dne 10. ledna 1945 byl zatčen gestapem, vězněn a vyslýchán v Liptovském Mikuláši, Ružomberku a Bratislavě. Odmítl vstup do Luftwaffe. Ve druhé polovině února byl společně s dalšími vězněnými důstojníky odvezen z Bratislavy a jeho další osudy jsou zahalené tajemstvím. Podle jedné z verzí zahynul v koncentračním táboře Mauthausen. Úředně prohlášen za mrtvého byl ke dni 28. března 1945.

## Rodina
Ondrej Ďumbala se oženil s Annou Matejbusovou. Manželům se narodila dcera Marcela provdaná Glevická.

## Vyznamenání
- 1939 Železný kříž II. stupně
- 1943 Železný kříž I. stupně
- 1943 Frontová letecká spona pro stíhače v bronzu
- 1943 Vyznamenání Za hrdinství 3. a 2. stupně
- 1943 Slovenský válečný vítězný kříž IV. třídy
- 1944 Řád koruny krále Zvonimira 2. stupně
- 1944 Řád za letecké zásluhy (rum.)

## Posmrtná ocenění
- Ondreji Ďumbalovi byla v roce 1945 in memoriam udělena Československá medaile za zásluhy I. stupně a Řád Slovenského národního povstání I. třídy